# 中共东江特委旧址
中共东江特委旧址，位于中国广东省河源市紫金县古竹镇新围桔园，为河源市紫金县的一个县级文物保护单位，类型为近现代重要史迹及代表性建筑，公布时间为1987年6月。
中共东江特委旧址的历史年代为1939年。